# Paytakaran
Il Paytakaran (armeno: Փայտակարան) o altrimenti nota come Caspiane (ovvero Caspiana o Caspica), fu la provincia più orientale del Regno di Armenia, situata nella regione del basso corso dei fiumi Kura e Aras, adiacenti al Mar Caspio, a est dell'Utik. Oggi, l'area si trova nel territorio dell'Azerbaigian sud-orientale ed Iran nord-orientale.

## Storia
Prima che diventasse Paytakaran, la regione era nota agli autori greco-romani come Caspiane, rivendicata allora dalle potenze regionali. Secondo Strabone: 
"Del territorio degli Albani fa parte anche la Kaspiane, che ha il nome del popolo caspio (da cui anche il mare), oggi scomparso".
Strabone menziona anche Caspiane tra le terre conquistate dal re Artaxias I dei medi nel II secolo a.C. tuttavia, l'Armenia più tardi la perse a favore dell'Albania, verso il 59 a.C., quando Pompeo risistemò la geografia politica della regione, di nuovo poi conquistata dagli armeni. Nel decennio 360 d.C., una feroce ribellione inghiotte il Paytakaran, ma soppressa dallo sparapet Mushegh Mamikonian. Dopo la divisione del suo territorio nel 387, l'Armenia rimase a far parte dell'Armenia orientale fino al 428 (in seguito alla dissoluzione del regno armeno di Arshakuni) e aggiunta all'Atropatene. Per composizione etnica la regione era armena.

## Distretti della provincia dell'Armenia Maggiore
Gli armeni acquisirono la regione nel II secolo d.C. Secondo l'Ashkharatsuyts di Anania Shirakatsi ("Atlante Mondiale," VII secolo d.C.), il Paytakaran era l'undicesima tra le 15 province del Regno di Armenia, divisa in 12 cantoni o distretti (gavar), allora in possesso dell'Atropatene:

Le quindici province dell'Armenia storica.

- Hrakot Perozh;
- Vardanakert;
- Yotnporakyan Bagink;
- Krekyan;
- Vovtibagha;
- Kaghanost;
- Buros;
- Pitchanhani;
- Ateshi-Bagavan;
- Spandaran-perozh;
- Vormizd-perozh;
- Alevan.[2]